# Thomas Deltombe
 (février 2021).
Pour les articles homonymes, voir Deltombe.
Thomas Deltombe est un journaliste et essayiste français né le 2 janvier 1980. Il collabore avec Le Monde diplomatique et les éditions La Découverte. Plusieurs de ses interventions et articles portent sur les médias et l'islam, l'Afrique et l'histoire coloniale.

## Biographie
Thomas Deltombe est diplômé de l'Institut d'études politiques de Paris (2002) et titulaire d'un DEA d'histoire contemporaine (2003).

## Ouvrages

### L'islam imaginaire
Dans L'islam imaginaire, il explique, à travers une étude détaillée des discours médiatiques et politiques hexagonaux, comment l'islamophobie est devenue un instrument de « régénération du racisme » en France. Le journaliste Daniel Schneidermann qualifie L'islam imaginaire de « livre de référence sur la façon dont l'islam a été traité par la télévision depuis trente ans ». 
Dans leur ouvrage Islamophobie, la contre-enquête, Isabelle Kersimon et Jean-Christophe Moreau contestent les analyses de Thomas Deltombe, et affirment qu'il n'existe pas d'« amalgame entre islam, islamisme et terrorisme entretenu par les médias ». Constatant qu'ils le « critiquent vertement », le journaliste Alain Gresh remarque que Kersimon et Moreau s'appuient sans le dire sur certains exemples pourtant cités par Deltombe « pour prouver que les médias ne sont pas islamophobes ». 
Caroline Fourest écrit à propos de L'Islam imaginaire : « Thomas Deltombe accuserait presque les médias d'avoir fantasmé l'intégrisme ».

### Kamerun!
Kamerun ! traite essentiellement du Cameroun français. Il offre, selon le chercheur Jean-Pierre Bat, la synthèse la plus complète sur l'histoire de la décolonisation du Cameroun. Ses auteurs montrent comment la France a écrasé le mouvement indépendantiste camerounais, porté par l'Union des populations du Cameroun (UPC), pour garder la mainmise sur ce pays stratégique que Paris administrait sous la forme d'une tutelle de l'ONU.
Selon diverses sources citées par les auteurs, ce conflit oublié, qui a débuté au milieu des années 1950 et s'est poursuivi après l'indépendance formelle du pays le 1er janvier 1960, aurait fait plusieurs dizaines de milliers de morts. Depuis lors, le Cameroun est considéré comme un pays clé de la « Françafrique ». Selon la revue orientée à gauche New Left Review, Kamerun ! offre « le portrait le plus détaillé réalisé à ce jour sur les origines et la formation de la Françafrique ».

## Prises de position
Dans le Huffington Post en 2015, Jean-Christophe Moreau reproche à Thomas Deltombe et Alain Gresh d'avoir mené « une campagne de dénigrement contre le journaliste Mohamed Sifaoui (accusé de trop en faire avec la menace islamiste) ».

### Attentat de 2011 contreCharlie Hebdo
En 2011, Thomas Deltombe fait partie des signataires d'un manifeste refusant de soutenir Charlie Hebdo au lendemain d'un attentat au cocktail Molotov ayant détruit les locaux du journal satirique.

## Publications
- L'islam imaginaire : la construction médiatique de l'islamophobie en France (1975-2005), Paris, La Découverte, « Cahiers libres », 2005.  (ISBN 2-7071-4672-2)
- Au nom du 11 septembre… Les démocraties à l'épreuve de l'antiterrorisme, avec Didier Bigo et Laurent Bonelli, La Découverte, Paris, 2008  (ISBN 9782707153296)
- Mosquées : immersion parisienne dans des lieux ordinaires, Éd. le Passager clandestin, Paris, 2008, 91 p.  (ISBN 978-2-916952-13-0)
- Kamerun ! Une guerre cachée aux origines de la Françafrique, 1948-1971, avec Manuel Domergue et Jacob Tatsitsa, La Découverte, « Cahiers libres », Paris, 2011, 742 p.  (ISBN 9782707159137)
- La guerre du Cameroun. L'invention de la Françafrique, avec Manuel Domergue et Jacob Tatsistsa, La Découverte, « Cahiers libres », Paris, 2016, 200 p. (ISBN 9782707193728)
- avec Thomas Borrel, Amzat Boukari-Yabara et Benoît Collombat, L’Empire qui ne veut pas mourir. Une histoire de la Françafrique, Seuil, 2021.
- L'Afrique d'abord ! Quand François Mitterrand voulait sauver l'Empire français, La découverte, 2024. (ISBN 9782348084447)